# Busurmani
Busurmanii au fost comunități medievale de religie musulmană  care traiau în enclave înconjurate de populatii creștine majoritare. Termenul de busurman înseamnă «persoană de confesiune musulmană». Acest nume a devenit in unele cazuri un etnonim, asa cum este cazul unei ramuri pe cale de dispariție înrudită cu udmurții, populatie de origine fino-ugrică turcizata care locuiește încă în zece sate în Udmurtia și care s-a islamizat sub influenta Hanatului de la Kazan, sau a așa numiților böszörmények, musulmani din Ungaria medievală.. Acestora din urmă le poartă amintirea toponime ca Hajdúböszörmény și Berekböszörmény respectiv Sâncel în Transilvania (Böszörmény Szancsal) din comitatul Hajdú-Bihar. Busurmanii din această din urmă așezare aveau o origine etnică controversată: bulgaro-turcică, tătară, pecenego-cumană sau chiar kavară. Alteori, busurmanii sunt descriși ca fiind „izmaeliți” uralici sau chiar sarazini din același substrat etnic fino-ugric cu cel al proto-bulgarilor de pe Volga și cu busurmanii „Бесерманъёс” udmurți care au supraviețuit pana in zilele noastre. Originile busurmanilor par să fi fost consemnate în unele documente medievale ungare ca „ismaeliți”:
(...) Nam de terra bular uenerunt quidam nobilissimi domini cum magna multitudine hismahelitarum quorum nomina fuerunt: Billa et Bocsu. Quibus dux per diuersa loca hungarorum condonauit terras, et insuper castrum quod dicitur pest, in perpetuum concessit. Bylla uero et frater euis Bocsu a quorum progenie ethey descendit, inito consilio de populo secum ducto duas partes ad seruicium predicti castri concesserunt. Terciam uero partem suis posteris dimiserunt. (...)
Din țara Bular veniră domni foarte nobili cu mare multitudine de Ismaeliți, al caror nume (adica al nobilissimilor domni) au fost: Billa și Bocsu. Cărora ducele le dădu, prin concesiune perpetuă, pamânturi în diverse locuri ale ungurilor, intre care la castrul Pesta. Din ei se trage familia Ethey.
Originea inițială a cuvântului busurman e turcescul büsürman, bisirman, büsürmen (Müslüman) respectiv besermen ele însele derivând din arabul moslem(un) „musulman” , turkmenul „musyrman”, „busurman” în tătara кumîkă respectiv limba balkară, maghiarul böszörmény, rusescul бусурман „мусульманин”. În maghiara modernă, cuvântul înrudit boszorkany are înțelesul de „vrăjitoare”, probabil aluzie la religia, inițial de tip șamanist, a unora dintre busurmanii ulteriori islamizați.